# Професійна діяльність
Професі́йна дія́льність — діяльність людини за ознаками певної сукупності професійних завдань та обов'язків (робіт), які виконує фахівець.
Функції професійної діяльності полягають у тому, щоб матеріально забезпечити робітника, який працює.

## Приклади

### Освітня діяльність
Освітня діяльність — діяльність, пов'язана з наданням послуг для здобуття вищої освіти, з видачею відповідного документа.